# Leonardo Mantelli
Leonardo Mantelli (Prato, 7 dicembre 1996) è un rugbista a 15 italiano, attivo nel ruolo di mediano d'apertura.

## Biografia
Mantelli nasce a Prato, in Toscana; cresce rugbisticamente nel Gispi Rugby Prato, prima di intraprendere un percorso completo all'interno delle accademie federali.
Nel 2015-16 viene ingaggiato dal Rovigo in Eccellenza, vincendo lo scudetto con il club alla stagione d'esordio e diventando il miglior marcatore del massimo campionato italiano due anni più tardi, nel 2017-18.
Nel 2016 fa parte della Nazionale Under-20 che disputa il Campionato World Rugby Under-20 e il Sei Nazioni di categoria; mentre, nel 2017, viene selezionato nell'Italia Emergenti impegnata in Nations Cup.
Nell'estate 2019 passa al Colorno, club neopromosso in prima divisione, e viene inserito nella lista di permit player delle Zebre per il 2019-20, scendendo in campo in due occasioni.

## Palmarès
- Campionati italiani: 1
Rovigo: 2015-16